# La Comédie humaine
La Comédie humaine (Den mänskliga komedin) är en romanserie av den franske författaren Honoré de Balzac.
På 1830-talet fick Balzac idén att samordna sina olika romaner till en rundmålning av det franska samhället och började samla allt han skrev under den gemensamma titeln La Comédie humaine (Namnet anses anspela på Den gudomliga komedin av Dante Alighieri). Det gigantiska verket, som består av mer än 90 romaner, är uppdelat i tre huvudkategorier: sedestudier, filosofiska studier och analytiska studier. Den första kategorin är mest omfattande och är i sin tur uppdelad i olika serier. Varje serie behandlar ett särskilt tema, en behandlar livet i Paris (till exempel Kusin Bette, 1847), en annan lantlivet (till exempel Eugénie Grandet, 1833), en tredje privatlivet (till exempel Pappa Goriot, 1834) etc.
Romanerna ger en bild av Frankrike efter julirevolutionen 1830 där pengarnas makt spelar den största rollen. Hela verket sammanbinds av ett delvis gemensamt persongalleri som sammanlagt omfattar mer än 2000 personer.